# Euxoa pleuriticoides
Euxoa pleuriticoides är en fjärilsart som beskrevs av Benjamin 1936. Euxoa pleuriticoides ingår i släktet Euxoa och familjen nattflyn. Inga underarter finns listade i Catalogue of Life.